# Herma Stipper
Herma Stipper (31. března 1926 – 30. prosince 2003) byla německá křesťanka, která od roku 1967 pomáhala ilegální evangelizační činnosti církve v socialistickém Československu. Podporovala zejména evangelíky na Těšínsku dovozem křesťanské literatury, audio nahrávek a technických pomůcek. Pro tuto činnost byla v roce 1971 na několik měsíců v ČSSR uvězněna.